# São Joaninho (Santa Comba Dão)
São Joaninho es una freguesia portuguesa del concelho de Santa Comba Dão, con 8,66 km² de superficie y 1.184 habitantes (2001). Su densidad de población es de 136,7 hab/km².